# جوردي سامبر مونتانا
جوردي سامبر مونتانا (بالإسبانية: Jordi Samper-Montaña)‏ مواليد 5 أبريل 1990 في برشلونة، هو لاعب كرة مضرب إسباني. أعلى تصنيف له في الفردي كان المركز الـ 211 في سنة 2013. أعلى تصنيف له في الزوجي كان المركز الـ 227 في سنة 2013. أخوه الأصغر سيرجي سامبر هو لاعب كرة قدم محترف.

## روابط خارجية
- جوردي سامبر مونتانا على موقع رابطة محترفي التنس (الإنجليزية)
- جوردي سامبر مونتانا على موقع الاتحاد الدولي لكرة المضرب (الإنجليزية)
- جوردي سامبر مونتانا على موقع خلاصة التنس.كوم (الإنجليزية)